# زینب‌آباد (جماعت)
زینب‌آباد جماعت و شهرکی در کشور تاجیکستان است که در ناحیهٔ رودکی ناحیه‌های تابع جمهوری قرار دارد. جمعیت این جماعت ۳۰۳۴۰ است.